# Фландрия (регион Бельгии)
Фла́ндрия (нидерл. Vlaanderen, МФА: [ˈvlaːndərə(n)]; фр. Flandre), или Фламандский регион Бельгии (нидерл. Vlaams gewest van België) — пять северных провинций Бельгии, где в большинстве говорят на нидерландском языке. Является субъектом федерации (наравне с Валлонским регионом и Брюссельским столичным регионом). Общая площадь 13 522 км² (44,29 % территории Бельгии). Единственный официальный язык Фламандского региона — нидерландский, хотя в 11 муниципалитетах имеются строго ограниченные языковые льготы для франкоязычного меньшинства.

## История
В исторической литературе словом «Фландрия» также обозначают ныне несуществующее графство. Границы графства Фландрии и современной Фландрии во многом не совпадают. Так, в состав графства входили земли, ныне являющиеся территорией Франции и Нидерландов (ныне эти регионы известны как Французская и Зеландская Фландрия соответственно). С другой стороны, в его состав не входила территория современных провинций Антверпен, Фламандский Брабант и Лимбург.

## Административное деление
Фландрия делится на пять провинций:
| Карта | Флаг | Герб | Провинция           | Аббревиатура | Адм. центр | Население, чел. (01.01.2010) | Площадь, км² | Плотность, чел./км² |
| ----- | ---- | ---- | ------------------- | ------------ | ---------- | ---------------------------- | ------------ | ------------------- |
|       |      |      | Антверпен           | VAN          | Антверпен  | 1 845 362                    | 2 867        | 643,57              |
|       |      |      | Лимбург             | VLI          | Хасселт    | 838 505                      | 2 422        | 346,20              |
|       |      |      | Восточная Фландрия  | VOV          | Гент       | 1 432 326                    | 2 982        | 480,32              |
|       |      |      | Фламандский Брабант | VBR          | Лёвен      | 1 076 924                    | 2 106        | 511,36              |
|       |      |      | Западная Фландрия   | VWV          | Брюгге     | 1 159 366                    | 3 144        | 368,76              |
|       |      |      | Всего               |              |            | 6 352 483                    | 13 521       | 469,82              |

Административная карта Фламандского региона

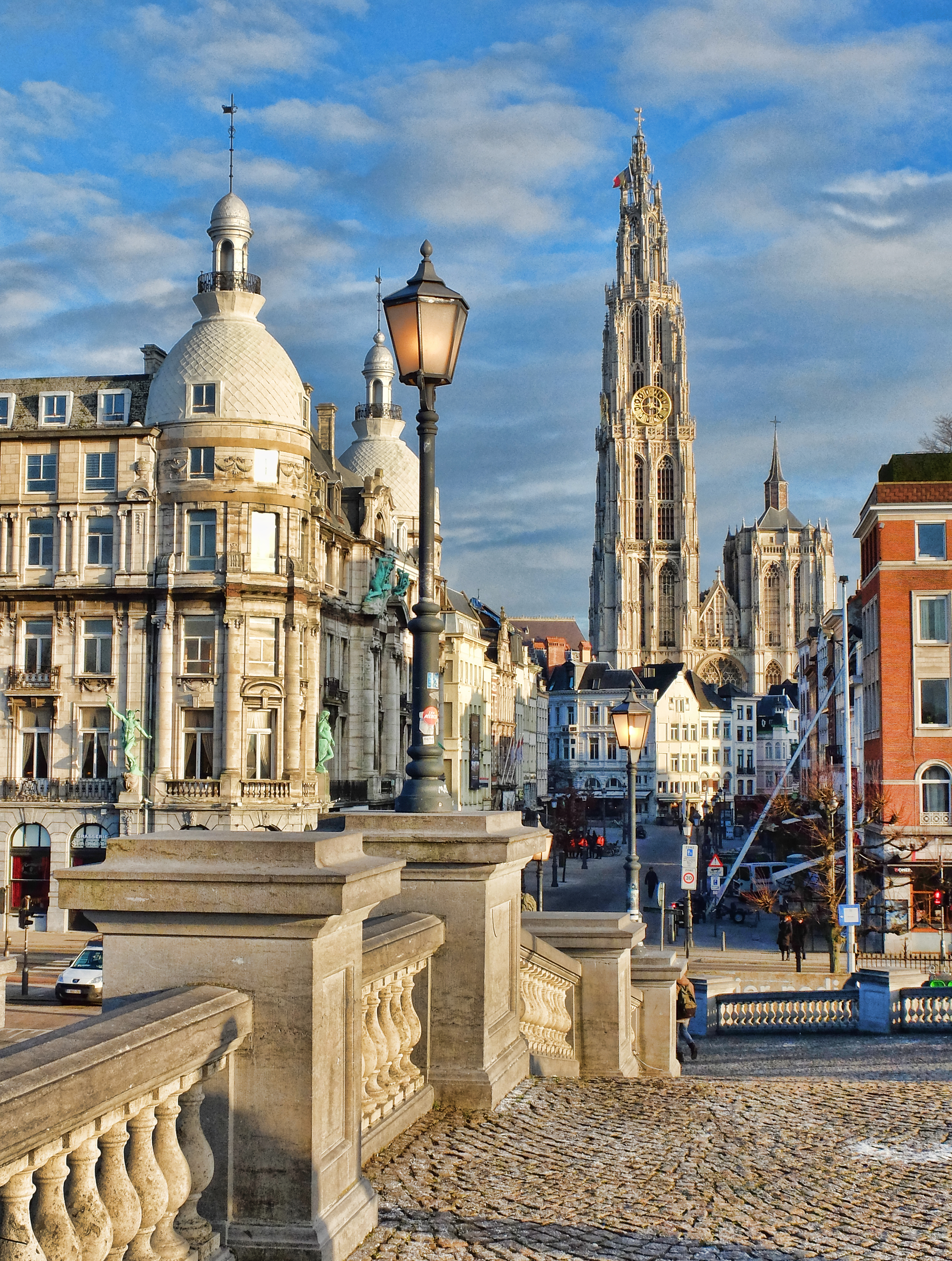
Антверпен

Провинции, в свою очередь, делятся на коммуны.
Брюссельский столичный регион является анклавом, лежащим в пределах Фламандского Брабанта, и не входит в состав Фламандского региона. Тем не менее, именно Брюссель является (исторически) столицей Фландрии. Также правительству Фландрии подчинены нидерландскоязычные учреждения Брюсселя (школы, культурные учреждения).

## Политика

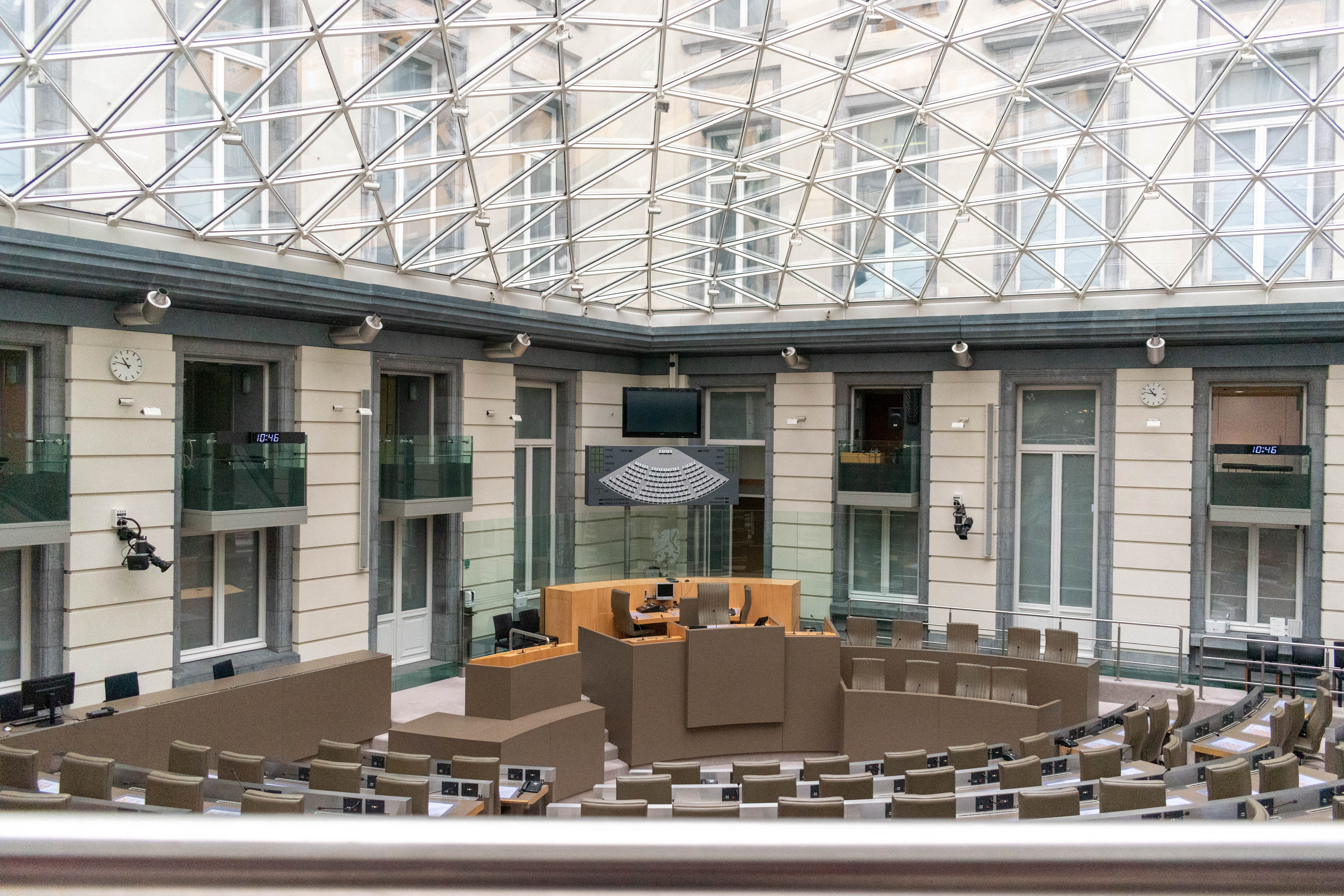
Фламандский парламент

Законодательный орган — Фламандский парламент (нидерл. Vlaams Parlement) избирается сроком на пять лет в ходе прямых всеобщих выборов (право голоса имеют только граждане Бельгии, постоянно проживающие во Фландрии). Фламандским парламентом составляется фламандское правительство. Процесс разграничения полномочий между правительством Фландрии и федеральным правительством Бельгии начался в 1980 году в связи с программой федерализации Бельгии и по многим вопросам продолжается до сих пор, хотя основные принципы разграничения полномочий указаны в конституции Бельгии.
Исполнительный орган — Фламандское Правительство (Vlaamse Regering), состоящий из министра-президента Фландрии (Minister-president van Vlaanderen) и фламандских министров (Vlaams Minister). Представительные органы провинций — провинциальные советы (Provincieraad), исполнительные органы провинций — депутации (Deputatie), состоящие из губернатора (Gouverneur) и депутатов (gedeputeerde), представительные органы общин — исполнительные органы общин — коллегия бургомистра и скабинов (College van burgemeester en schepenen), состоящая из бургомистра (burgemeester) и скабинов (Schepen), представительные органы городских округов — окружные советы (Districtsraad), исполнительные органы городских округов — окружные коллегии (Districtscollege), состоят из председателя (voorzitter), подпредседателей (ondervoorzitter) и окружных скабинов (districtsschepen).
На территории Фландрии существуют апелляционный суд (Hof van beroep) Антверпена, апелляционный суд Фландрии, апелляционный суд Брюсселя (Hof van beroep), суды первой инстанции (Rechtbank van eerste aanleg), мировые судьи (Vrederechter).

## Население
Население Фландрии составляют 6 352 483 человек (2010 год). Плотность населения — 469,82 человека на квадратный километр.
Основное население фламандского региона составляют фламандцы, германский по происхождению народ с сильным галло-романским, а позднее собственно французским языковым и культурным влиянием. Предки фламандцев — франки — заселили регион в V—VIII веках, оттеснив романское население поздней Римской империи к югу. В 1960-х годах по решению правительства Бельгии бельгийская языковая граница между общинами была окончательно зафиксирована. Во фламандском регионе значительно количество иммигрантов, имеется и постоянно растущее франкоязычное меньшинство. Переписи населения запрещены фламандским правительством после 1947 года. Большинство фламандцев традиционно хорошо говорят по-французски, владеют и английским языком.

### Языковая политика
После проведения федерализации Бельгии в 1960-х годах Фландрия стала автономным субъектом федерации со своим правительством, парламентом и бюджетом. Единственным официальным языком всей Фландрии, равно как и её административно-территориальных составляющих после 1963 года является нидерландский, хотя в нескольких муниципалитетах Брюссельской периферии, а также ряда приграничных с Валлонией округах допускается строго ограниченное употребление французского языка в оказании административных услуг франкоязычному населению и начальном образовании франкофонов. Данные регионы наделены так называемыми языковыми льготами. При этом население Брюсселя, изначально исконно фламандского города и целиком окружённого фламандской территорией, официально считается двуязычным, но на практике франкоязычно на 85-90 %, в результате валлонской экспансии последнего времени. В ходе процесса субурбанизации, естественного прироста и иммиграции из третьих стран, франкоязычное население столицы как бы «выплёскивается» на окружающую фламандскую территорию, преимущественно во Фламандский Брабант, где франкофоны составляют уже не менее 15 % населения и фактически преобладают в ряде муниципалитетов (что косвенно подтверждает победа франкоязычных партий на местных выборах), однако официальные власти подавляют любое упоминание языка или национальности в переписях с 1947 года.
Конфликтный потенциал на языковой и культурной почве продолжает накапливаться между двумя общинами и в других приграничных регионах, в частности, во фламандском эксклаве Вурен. Фландрия — один из регионов мира, где современная языковая ситуация носит крайне напряжённый характер. В ряде приграничных муниципалитетов Фландрии действует так называемая языковая полиция.

## Культура
Во Фландрии родились или прожили свою жизнь такие живописцы, как Рубенс, Якоб Йорданс, Адам ван Ноорт, Ф. Снейдерс, Ян Брейгель, Ван Дейк и многие другие.